# Super Bowl XXVIII
Super Bowl XXVIII var den 28. udgave af Super Bowl, finalen i den amerikanske football-liga NFL. Kampen blev spillet 30. januar 1994 i Georgia Dome i Atlanta og stod for andet år i træk mellem Dallas Cowboys og Buffalo Bills. Som året før vandt Cowboys, denne gang 30-13, og sikrede sig dermed klubbens fjerde Super Bowl-titel. Det var samtidig det sidste af Bills fire Super Bowl-nederlag i træk.
Kampens MVP (mest værdifulde spiller) blev Cowboys running back Emmitt Smith.
| NFL | Spire Denne artikel om NFL er en spire som bør udbygges. Du er velkommen til at hjælpe Wikipedia ved at udvide den. |